# Neilson, Shaw & Macgregor
Neilson, Shaw & Macgregor was een in Glasgow gevestigde zijde- en magazijnwinkel die zich speciaal op tartan had gespecialiseerd. Het werd in 1866 opgericht op Buchanan Street 44, waarbij het voormalige pand van Campbells, Neilson, Shaw & Company werd overgenomen.  Het gebouw op Buchanan Street stond bekend als 'The Pavilion', wat resulteerde in het telegraafadres van 'Pavilion, Glasgow'.
In de jaren 1880 was het bedrijf uitgebreid met de productie van tapijten en stoffering, en was het een belangrijke detailhandelaar in Schotse tartans. Op de Glasgow International Exhibition van 1888 stelden Neilson, Shaw en Macgregor de tartans van meer dan 140 clans en families tentoon. In die tijd had het bedrijf ongeveer driehonderd personeelsleden in dienst en leverde het veel aan vooraanstaande personen uit Glasgow en het westen van Schotland. 

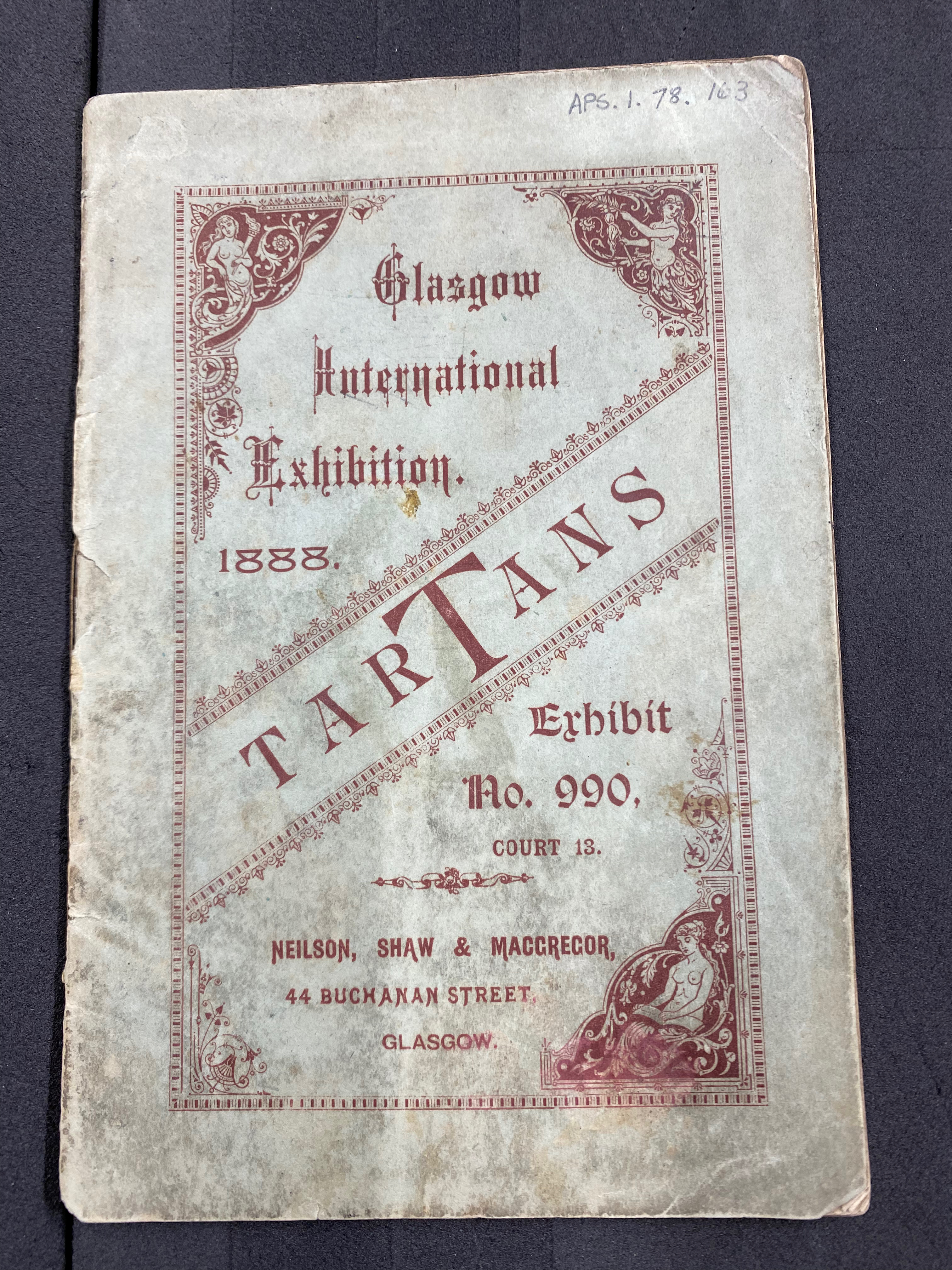
Voorpagina, ‘Descriptive Catalogue of the Clan tartans and Family tartans’, Neilson, Shaw & Macgregor, Internationale tentoonstelling in Glasgow, 1888.

## Tentoonstellingen
- 1888: Internationale tentoonstelling van Glasgow
- 1889: Wereldtentoonstelling van 1889 in Parijs – een zilveren medaille gewonnen voor de tartans.
- 1908: Franco-British Exhibition in Londen

## Sluiting
Neilson, Shaw & Macgregor sloot in 1917 haar deuren. In een artikel in de Hamilton Advertiser werd verklaard dat de sluiting ‘een lege plek in Buchanan Street zal achterlaten die net zo opvallend is als een ontbrekende voortand, want Neilson, Shaw en Macgregor vormen een bekend herkenningspunt in de stad’. De aandelen van het bedrijf werden verkocht voor een bedrag van £ 12.000. 